# Catherine Stermann

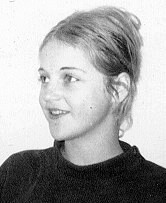
Catherine Stermann 1969

Catherine Anne Stermann (* 18. September 1949 in Poissy, Département Yvelines; † 11. April 1985 in Paris) war eine französische Schauspielerin und die Enkelin des deutschen Politikers Karl Meitmann.
Für bestimmte Rollen verwendete sie die Namen bzw. Pseudonyme, Catherine Melo, Ophélie Stermann bzw. Claude Stermann.
Bekannt wurde sie im deutschsprachigen Raum als Odile in der Fernsehserie zum Französisch-Lernen Les Gammas! Les Gammas!
Auf der Bühne wirkte sie in Paris bei Uraufführungen von zwei Stücken von Jean Anouilh mit. Wegen ihres jugendlichen Aussehens und Sprechens erhielt sie auch als Erwachsene mehrmals Kinderrollen.
Mit 35 Jahren nahm sie sich das Leben.

## Filmografie (Auswahl)
- 1973: Le Sourire Vertical – Regie: Robert Lapoujade
- 1973: La ligne de démarcation – Regie: Robert Mazoyer (Fernsehfilm)
- 1974: Les Gammas! Les Gammas! – Regie: Rüdiger Graf (Fernsehserie)
- 1974: La Logeuse  – Regie: Luc Godevais (Fernsehfilm)
- 1975: Cousin, Cousine – Regie: Jean-Charles Tacchella
- 1978: Das Ende der Nacht (L'amour violé) – Regie: Yannick Bellon